# ポリュグノトス
- ポリュグノートス
- ポリグノトス

ポリュグノトス（古希: Πολύγνωτος, Polygnotos）は紀元前5世紀中頃に活躍した古代ギリシアの画家。ポリュグノートス、ポリグノトスと表記する場合もある。

## 経歴

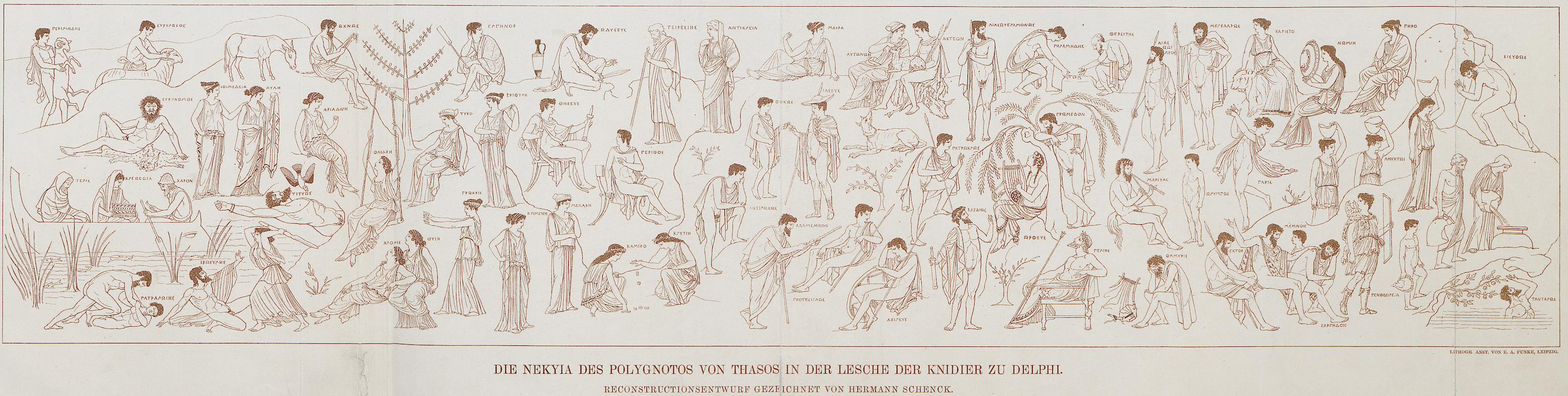
ポリュグノトス作「オデュッセウスの黄泉下り」（1892年復元）

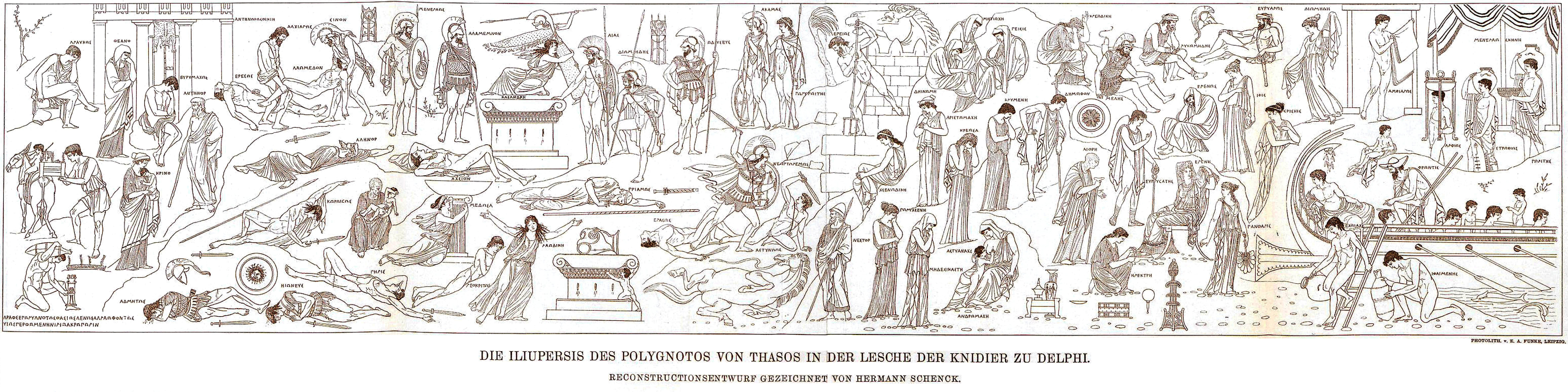
ポリュグノトス作「トロイ陥落」（1893年復元）

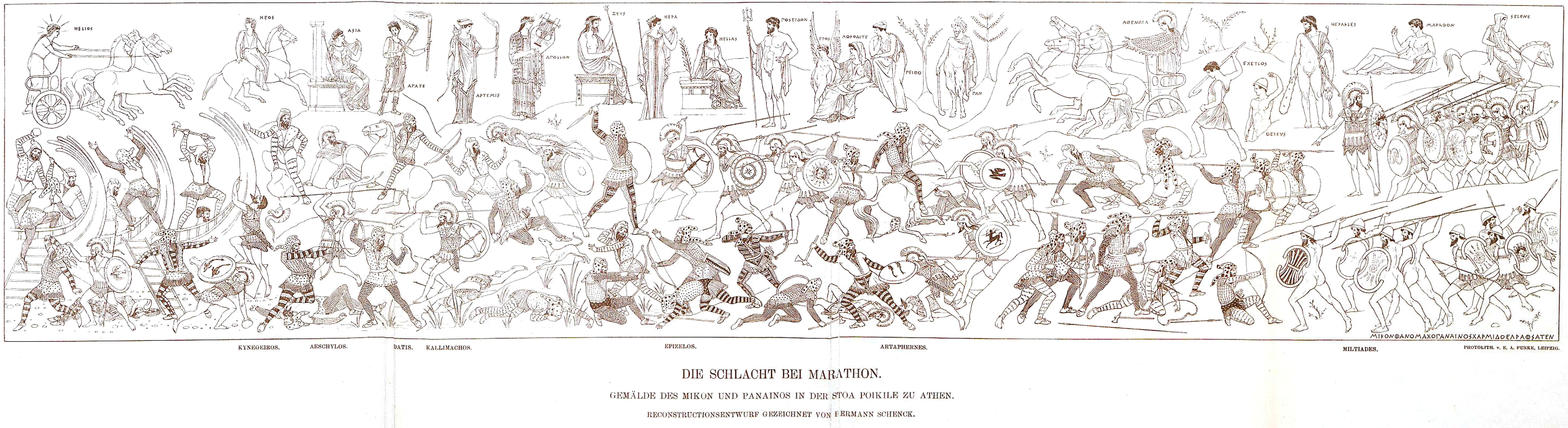
ポリュグノトス作「マラトン」（1895年復元）

画家アグラオポンの子として生まれ、父親に師事した。 タソス島の生まれだが、アテナイで活躍、市民権も得た。
キモンの治世下、アテナイのためにストア・ポイキレの壁にトロイ陥落の絵を、またアクロポリスのディオスクロイ神域にレウキッポスの娘たちの略奪の絵を描いたことで知られる。
プルタルコスによれば、ポリュグノトスは金のためではなく、アテナイ人への慈善心から絵を描いたと複数の歴史家たちと詩人のメランティオスが誓言しているという。

彼の作品で最も重要なものは、クニドス人の手によりデルポイに建立された「クニドス人のレスケー」に描かれたフレスコ画である。そこにはオデュッセウスの黄泉下りやトロイの陥落が描かれている。
旅行家パウサニアスはその著書「ギリシア案内記」の中で、これらの絵がどんな絵か詳しく記述している。

## 引用
1. ↑  Margarete Bieber (1976). “Polygnotus”. In William D. Halsey. Collier's Encyclopedia. 19. Macmillan Educational Corporation. p. 222.
2. ↑  パウサニアス「ギリシア案内記」10.25-31